# Steinbruch Schwienheer
Der aufgelassene Steinbruch Schwienheer, auch „Dicke Busch“ oder „Klippkuhle“ genannt, befindet sich nahe dem Mittellandkanal nordwestlich des Ortsteils Uffeln der Stadt  Ibbenbüren im Kreis Steinfurt.
Es handelt sich um den Abbauort eines Kupferschiefervorkommens aus dem Perm. Von 2005 bis 2009 führten Mitarbeiter des LWL-Museums für Naturkunde eine Grabung durch. Sie sicherten über 1.700 Funde.
Zu den Funden dieser Stätte gehören vor allem die Fossilien von Fischen, darunter des Raubfisches Reticulolepsis exsculpta und des Panzerfisches Menaspis armata. Gefunden wurde auch ein nahezu vollständig erhaltenes Saurierskelett der Art Protorosaurus speneri.
Der Steinbruch ist seit 1993 ein Bodendenkmal.